# Gary (Indiana)
Gary es una ciudad en el condado de Lake, en el estado de Indiana (Estados Unidos), a 40 km del centro de Chicago. Gary se encuentra junto al parque nacional Indiana Dunes y limita con el sur del lago Míchigan en el área metropolitana de Chicago. Gary fue nombrado en honor al abogado Elbert Henry Gary, quien fue el presidente fundador de United States Steel Corporation. Aunque inicialmente una ciudad muy diversa, después de la fuga blanca en la década de 1970, tuvo el porcentaje más alto de afroamericanos del país durante varias décadas. Es conocida por sus grandes acerías y por ser el lugar de nacimiento de la familia Jackson.
La población de Gary era 69 093 habitantes, según el censo de 2020. En sus inicios fue una próspera ciudad siderúrgica, pero desde hace décadas está en decadencia debido a la competencia extranjera, la automatización y a la desindustrialización, de manera que su población ha disminuido un 61 % desde su pico de 178 320 habitantes en 1960. Como ocurre con muchas ciudades de Rust Belt, sufre un desempleo superior al promedio nacional y tiene una infraestructura en ruinas. Debido a la rápida disminución de la población durante el último medio siglo, se estima que casi un 30 % de todas las casas de la ciudad están desocupadas o abandonadas.

## Historia

### Fundación y primeros años

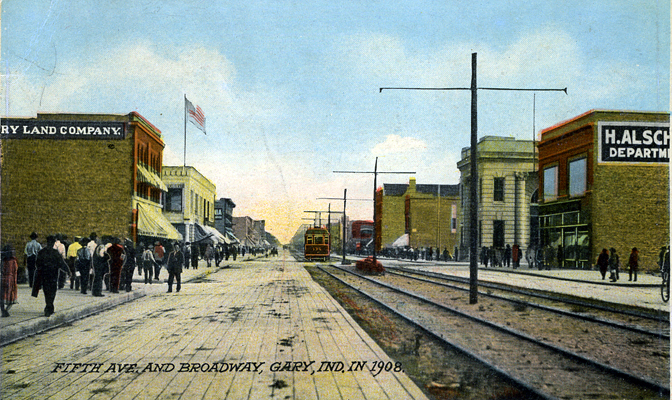
Quinta Avenida con Broadway en 1908

Gary fue fundada en 1906 por la United States Steel Corporation como sede de su nueva planta, Gary Works. La ciudad lleva el nombre de Elbert Henry Gary, quien había cofundado en 1901 la corporación junto con J. P. Morgan. Sus primeros pobladores fueron polacos y eslovacos y croatas. Durante estos primeros años se construyeron inmuebles modernos, que contaban con un nuevo sistema de alcantarillado y una red de tranvías. Esas mejoras urbanas, sumadas a la oferta laboral debida al crecimiento industrial, significaron crecimiento demográfico. Todo lo cual le valiò a Gary el sobrenombre de "La ciudad del siglo" (en inglés City of the Century).

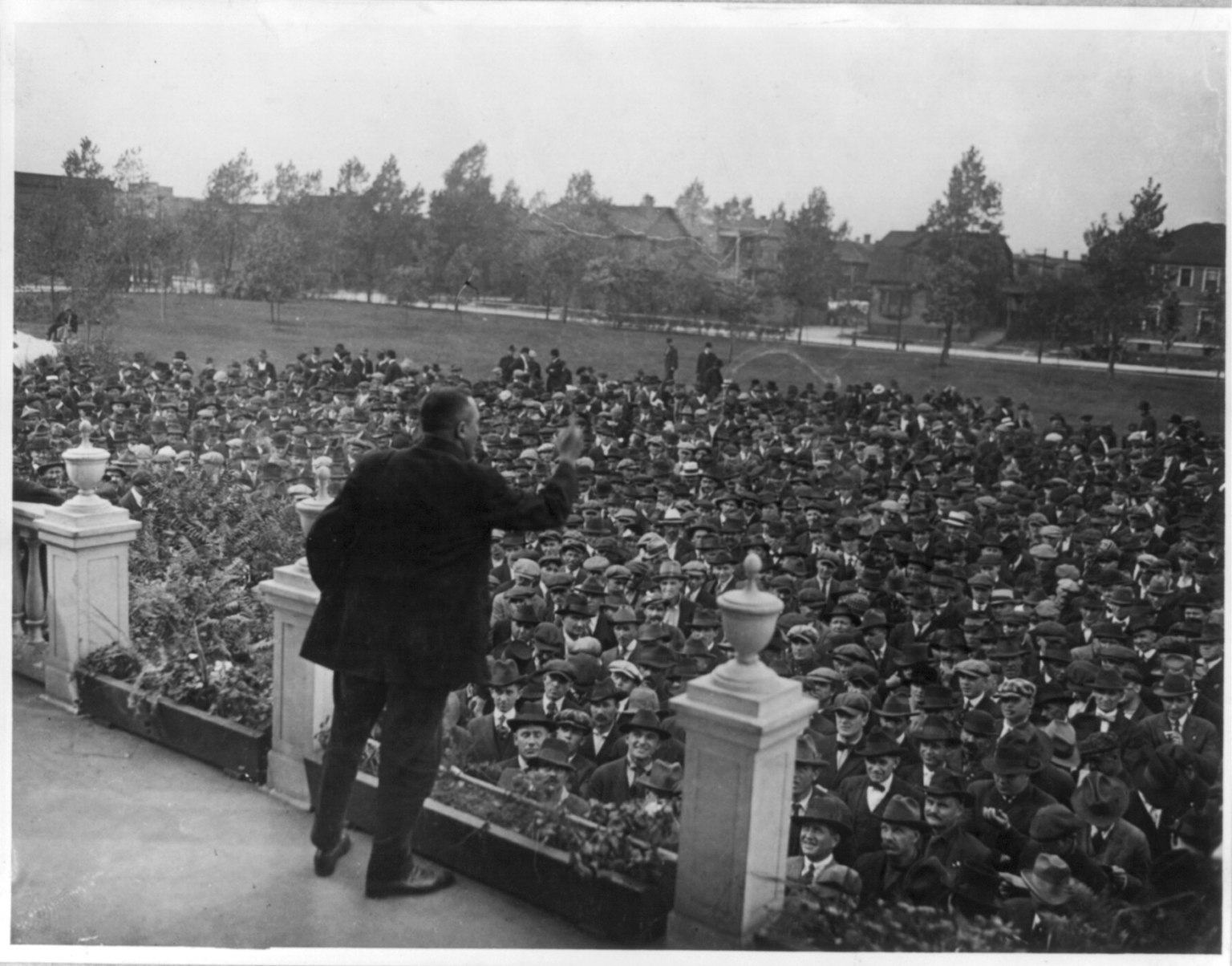
Trabajadores durante la Huelga del Acero de 1919

Desde el principio Gary estuvo plagada de corrupción, de disparidades económicas. Los trabajadores tenían jornadas de hasta 12 horas diarias y la ciudad fue el escenario de disturbios civiles en la huelga del acero de 1919, en la que participaron más de 365 000 trabajadores. La principal calle norte-sur que atraviesa el centro de Gary vio enfrentamientos entre trabajadores del acero y rompehuelgas traídos del exterior. Tres días después, el gobernador de Indiana, James P. Goodrich, declaró la ley marcial. Poco después, más de 4000 soldados federales bajo el mando del mayor general Leonard Wood llegaron para restablecer el orden.
La ciudad fue también el escenario de brotes racistas, en particular tras la Primera Guerra Mundial, cuando llegaron a Gary afroamericanos del Sur que huían de las leyes de Jim Crow. Los afroamericanos fueron atacados por el Ku Klux Klan local y por actitudes racistas locales, pero también por los inmigrantes de Europa del Este.
En la década de 1920, Gary Works operaba 12 altos hornos y empleaba a más de 16 000 trabajadores, lo que la convirtió en la planta de acero más grande del país. Durante esa década y la de 1920 y 1930, los titanes industriales invirtieron dinero en la financiación de arquitectura de vanguardia para sus edificios cívicos, escuelas e iglesias, incluido el Ayuntamiento. La ciudad también exhibió regularmente espectáculos de Broadway en sus numerosos teatros.
La producción de acero aumentó durante la Segunda Guerra Mundial. Debido a que muchos hombres habían sido reclutados, las mujeres tomaron sus lugares en las fábricas.

### Después de la Segunda Guerra Mundial

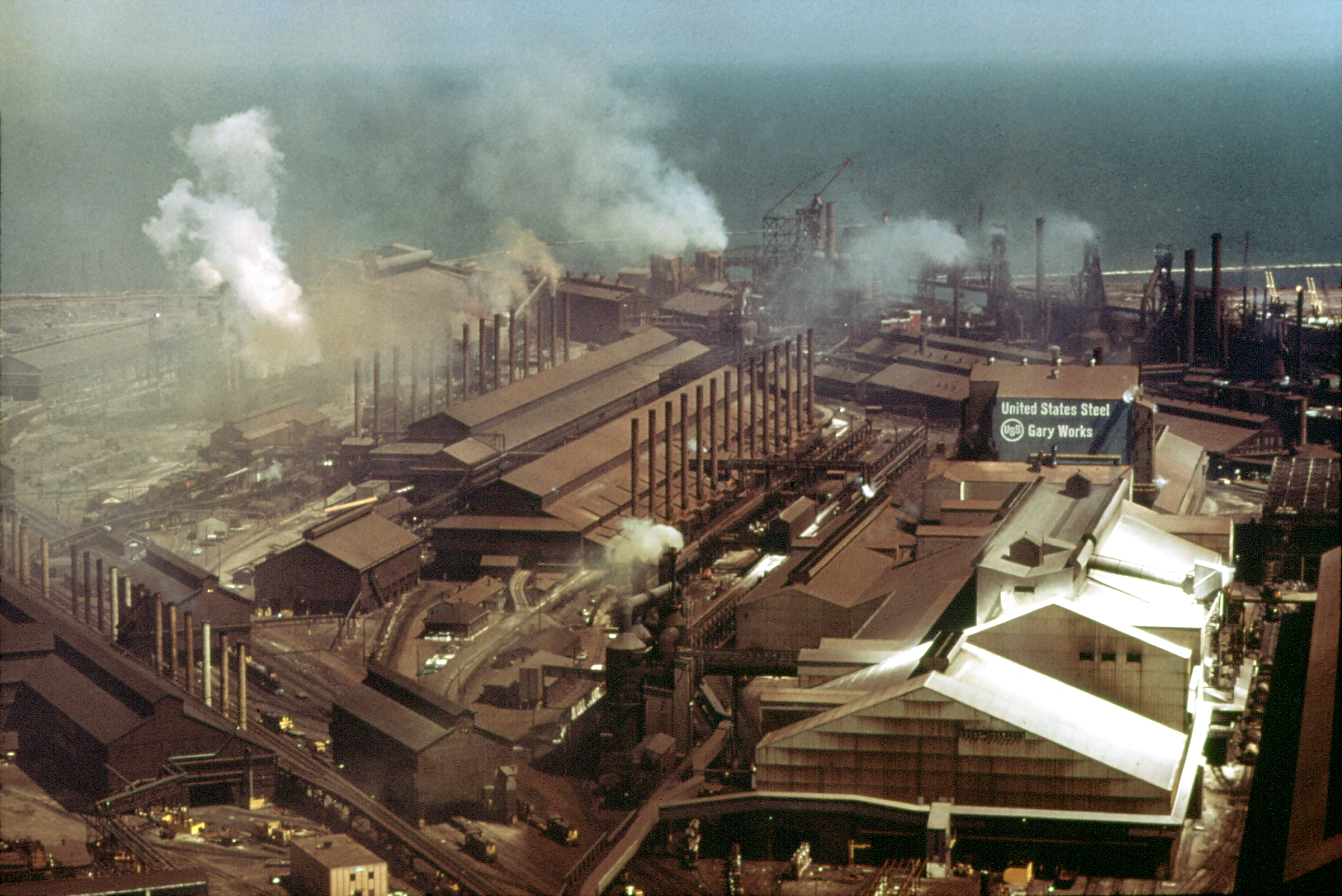
Gary Works de U.S. Steel en 1973

Tras la Segunda Guerra Mundial, más del 40 % de las exportaciones mundiales de acero provenían de Estados Unidos, y las acerías de Indiana e Illinois representaron un 20 % de la producción nacional. En aquel entonces la avenida Broadway de Gary era conocida como un centro regional de comercio. A su vez, en el downtown y en el vecindario de Glen Park se construyeron tiendas y cines de importancia arquitectónica. 
Pero los problemas también eran visibles. En 1950 Gary era ya una de las ciudades más segregadas de los Estados Unidos. Y también a partir de esa década comenzó su decadencia debido a que las empresas siderúrgicas cerraron o se automatizaron. Para bien y para mal, la suerte de Gary ha dependido de la industria del acero.
En los años 1970 comenzó el verdadero declive de la ciudad. Particularmente grave en términos de pérdida de empleos fueron la desindustrialización y la automatización. En 1970, Gary tenía 32 000 trabajadores siderúrgicos y 175 415 residentes. El primer despido masivo se produjo en 1971, cuando decenas de miles de trabajadores de Gary Works perdieron sus empleos. Los despidos masivos continuaron durante varios meses. En 1972 la revista Time describió a Gary como "un montón de cenizas en la esquina noroeste de Indiana, una ciudad de acero mugrienta y árida".
Los intentos de rescatar la economía de la ciudad con proyectos como un hotel Holiday Inn en 1968 y el Centro de Convenciones Génesis de 1981 no lograron revertir la tendencia.
Estos cambios se vieron acompañados por una nueva situación demografía: la proporción de su población que no era blanca aumentó del 21 % en 1930, el 39 % en 1960 y al 53 % en 1970. Gary tuvo uno de los primeros alcaldes afroamericanos de la nación, Richard G. Hatcher, quien fue además el anfitrión de la innovadora Convención Política Nacional Negra de 1972.
Durante los años 1990 Gary se enfrentó  a las mismas dificultades que las otras ciudades del Rust Belt, incluido el desempleo y la infraestructura en decadencia. U.S. Steel siguió siendo un importante productor, pero con pocos empleos. En este periodo se abrieron dos casinos en la orilla del lago Gary. En este periodo se cerró Cline Avenue, un acceso importante al área.
En 1993, Gary obtuvo la dudosa distinción de ser la "capital del asesinato de los Estados Unidos", con una tasa de homicidios de 91 personas por cada 100 000 habitantes.

### SigloXXI

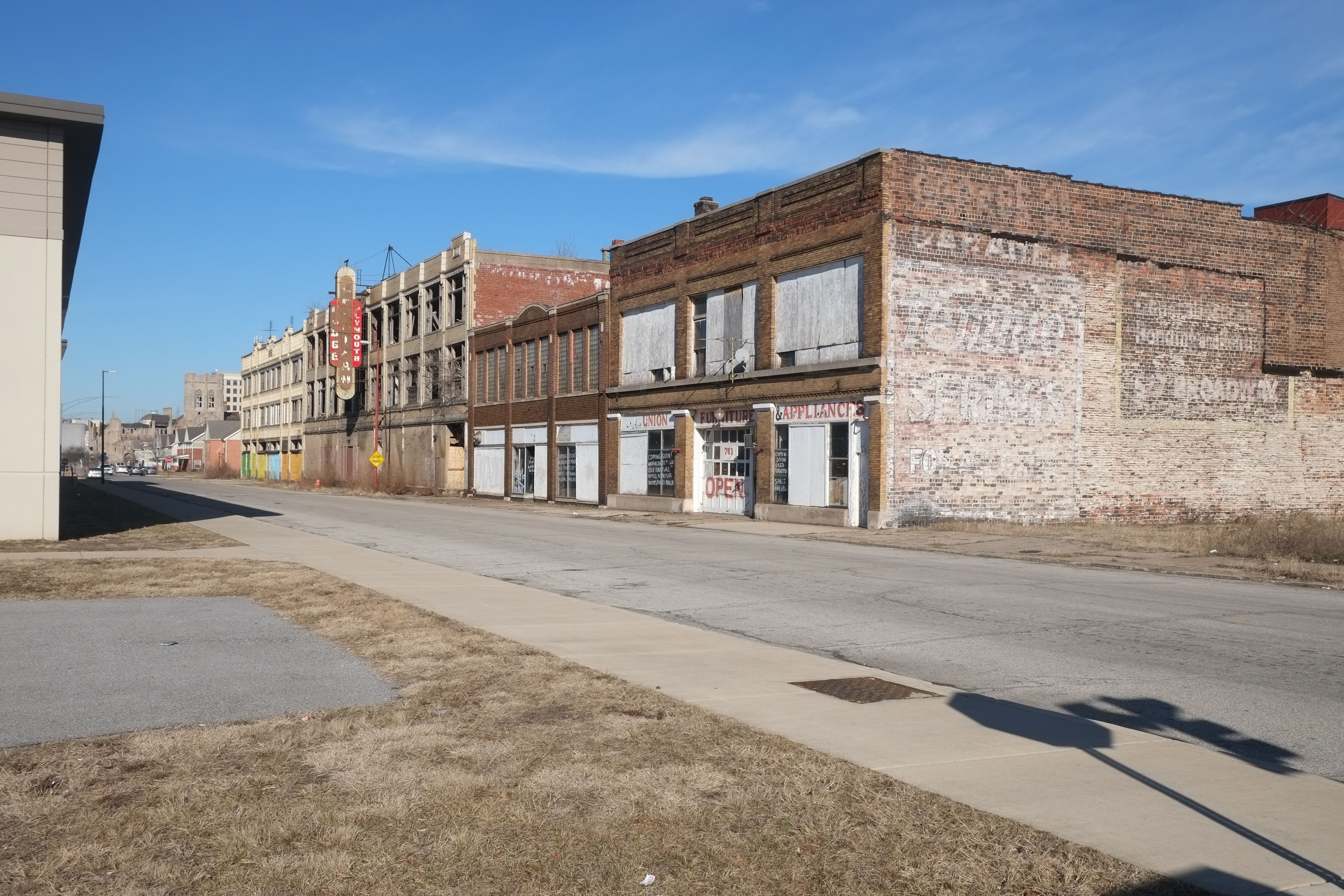
Calle abandonada

En el siglo XXI Gary ha visto agravarse sus problemas económicos, sociales y urbanos hasta el punto de ser considerada una ciudad fantasma. En 2005, el número de trabajadores siderúrgicos en Gary se redujo a 7000 empleados.
Gary ha cerrado varias de sus escuelas en los últimos diez años. Si bien algunos de los edificios escolares se han reutilizado, la mayoría permanece sin usar desde su cierre. A partir de 2014, Gary está considerando cerrar más escuelas en respuesta a los déficits presupuestarios.
El jefe de policía de Gary, Thomas Houston, fue declarado culpable de uso de fuerza excesiva y abuso de autoridad en 2008; murió en 2010 mientras cumplía una sentencia de prisión federal de tres años y cinco meses.
En una encuesta efectuada en 2015 unas 13 000 propiedades se consideraron en ruinas, o sea más de un tercio de las estructuras de la ciudad.  Entre 2010 y 2018 Gary perdió el 6 % de su población y a 2019 la mitad de la población trabaja y el 36 % vive en la pobreza. En 2019 Business Insider la puso en el puesto número 1 de su lista de las ciudades más miserable de Estados Unidos.
En la actualidad el número de trabajadores siderúrgicos en Gary es de 4000 empleados. Gary está experimentando con planes para rehabilitar el área, incluida la venta de casas abandonadas por 1 dólar.

## Arquitectura
Muchos edificios de Gary están incluidos en el Registro Nacional de Lugares Históricos, y muchos están reunidos en diferentes distritos históricos, de los que el más importante es el Distrito Histórico del Centro de la Ciudad de Gary.
Alrededor del 20 por ciento de los edificios de Gary están totalmente abandonados. Una de las ruinas más notables de la ciudad es la Iglesia Metodista de la Ciudad, que una vez fue una magnífica casa de culto hecha de piedra caliza. Otros edificios de interés son el Knights of Columbus Building, la Gary Union Station, el American Sheet and Tin Mill Apartment Building y el Palace Theater.

## Gobierno
En abril de 2011, el alcalde de 75 años Rudolph M. Clay anunció que suspendería su campaña por la reelección ya que estaba siendo tratado por cáncer de próstata. Respaldó a su rival Karen Freeman-Wilson, que ganó las primarias de la alcaldía demócrata en mayo de 2011. Freeman-Wilson ganó las elecciones con el 87 % de los votos y su mandato comenzó en enero de 2012; ella es la primera mujer elegida alcaldesa en la historia de la ciudad. Fue reelegida en 2015 Fue derrotada en su candidatura para un tercer mandato en las primarias demócratas de 2019 por el asesor del condado de Lake, Jerome Prince. Dado que no se presentó ningún retador para las elecciones generales de noviembre de 2019, la nominación de Prince equivale efectivamente a una elección, y sucedió oficialmente a Freeman-Wilson el 1 de enero de 2020, dos días después de que prestó juramento como alcalde número 21 de la ciudad el 30 de diciembre de 2019.

## Geografía
Gary está situada en las coordenadas 41°34′51″N 87°20′44″O / 41.58083, -87.34556. De acuerdo con la Oficina del Censo de los Estados Unidos, la ciudad tiene un área total de 148,3 km². 130,1 km² son de tierra y 18,2 km² (12,2%) son agua. La ciudad está situada al sur del lago Míchigan, y la mayoría de la composición de la tierra un pie por debajo de la superficie es arena de tan alta calidad que durante muchos años se empleó en la fabricación de vidrio.

## Clima
Gary, al igual que Chicago, tiene un clima muy variable. En julio y agosto, los meses más cálidos, las temperaturas alcanzan un promedio de 29 °C, con picos de hasta 38 °C, mientras que en enero y febrero, los meses más fríos las temperaturas alcanzan una media de -2 °C con mínimas de -11 °C, teniendo siempre días en los que las temperaturas alcanza los -18º. El clima está determinado por su proximidad al lago Míchigan, variando continuamente. Los tornados son frecuentes en la zona.

## Demografía
Según el censo de 2000, en Gary había 102.746 habitantes, 38.244 viviendas y 25.623 familias residiendo. La densidad de población era de 789,8/km². Por etnias, el 84,03% eran afroamericanos, el 11,92% de raza blanca y el resto de otras razas.

## Personajes famosos
- Joseph Stiglitz, nobel de economía en el 2001.
- Paul Samuelson, nobel de economía en 1970.
- Familia Jackson, músicos.
- Deniece Williams, cantante.
- Freddie Gibbs, rapero.
- Michael Jackson, cantante pop.
- Frank Borman, astronauta.

## Galería

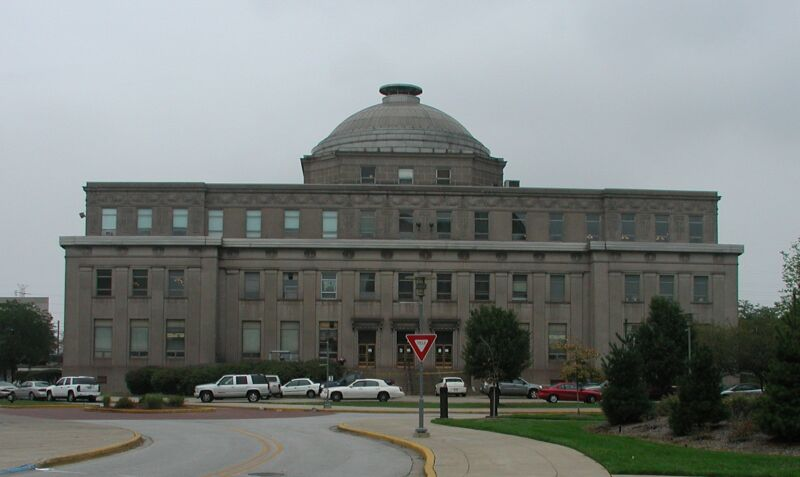
Tribunal Superior del Condado de Lake
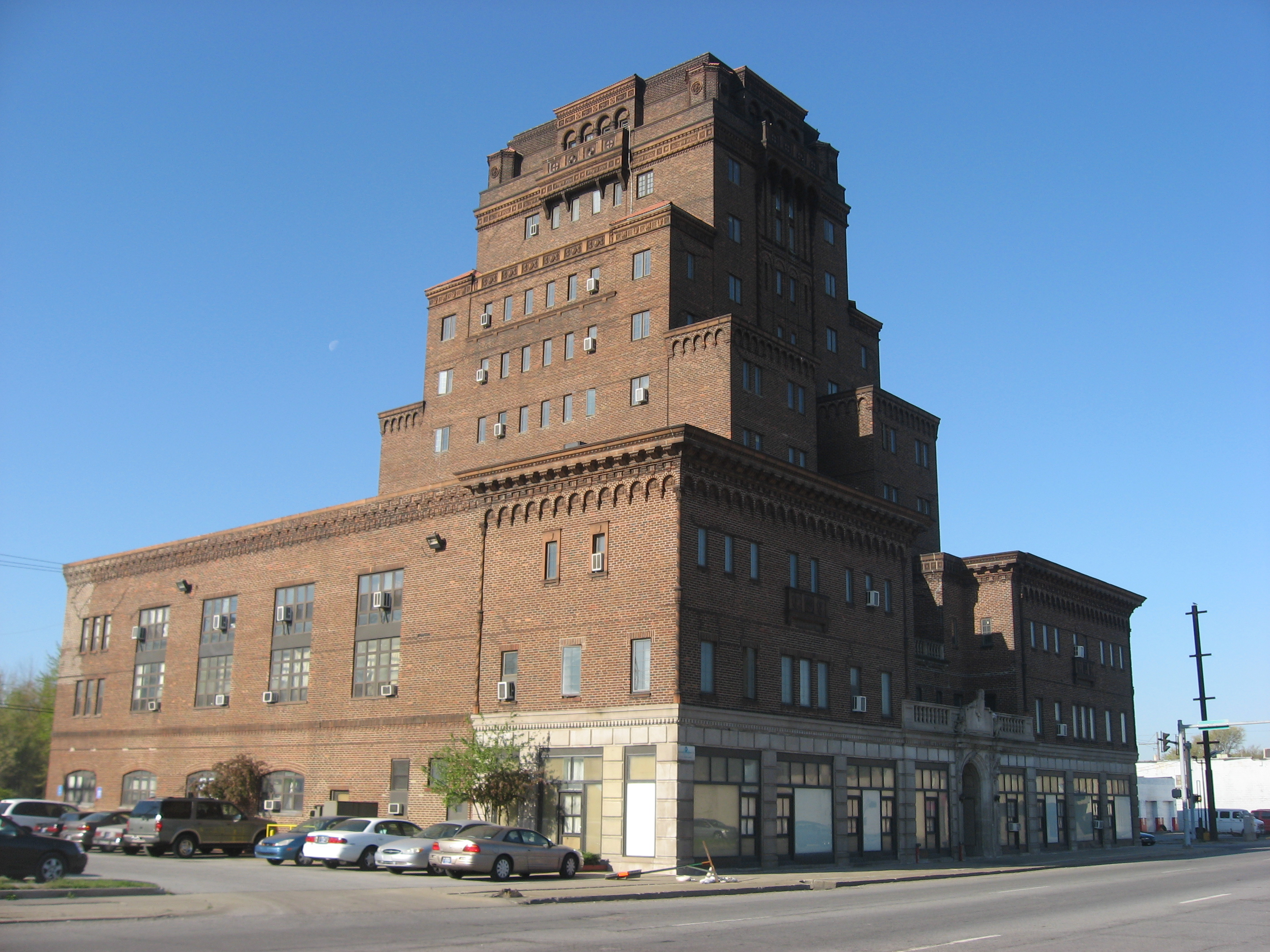
Knights of Columbus Building en Gary
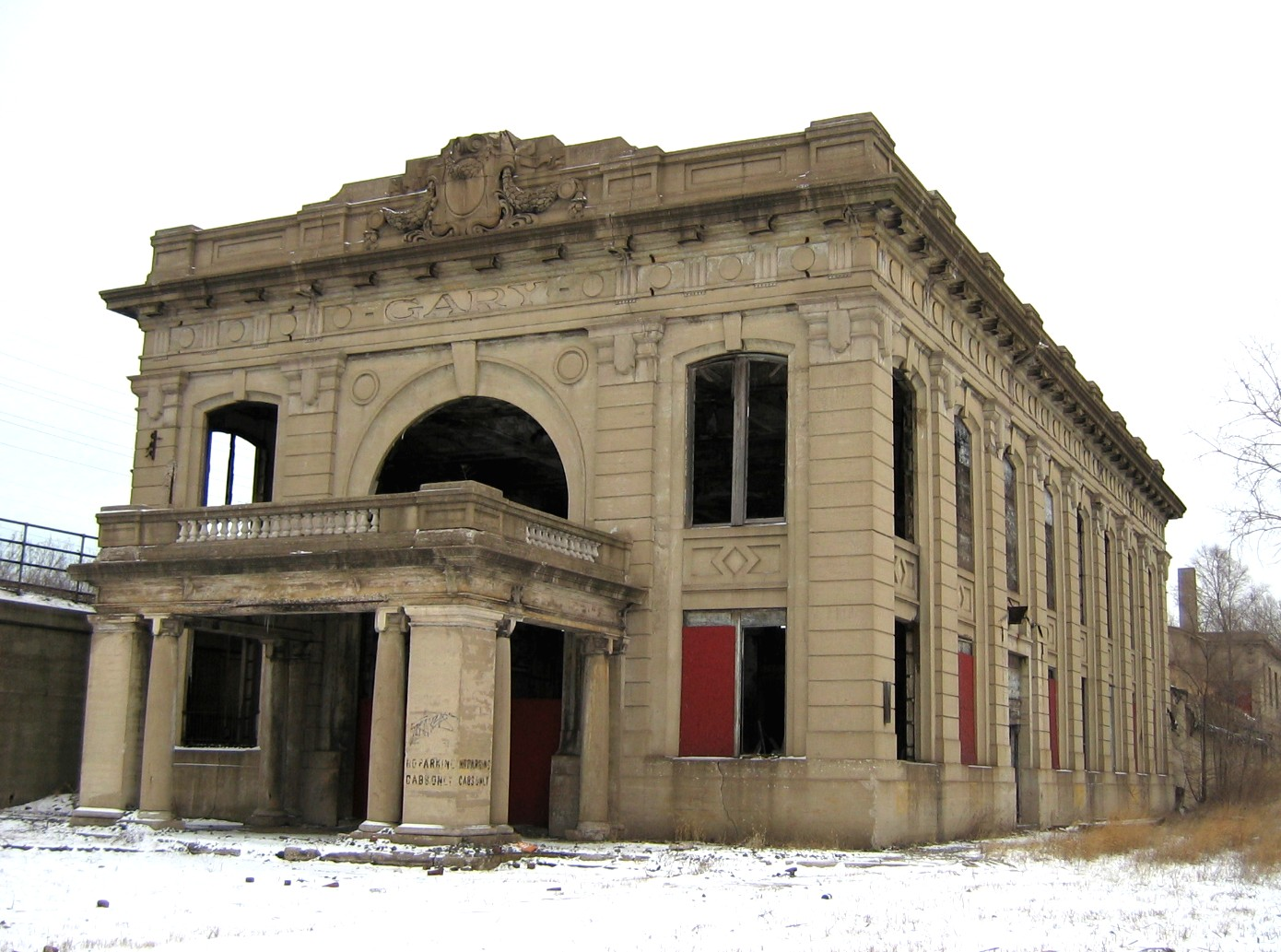
Gary Union Station
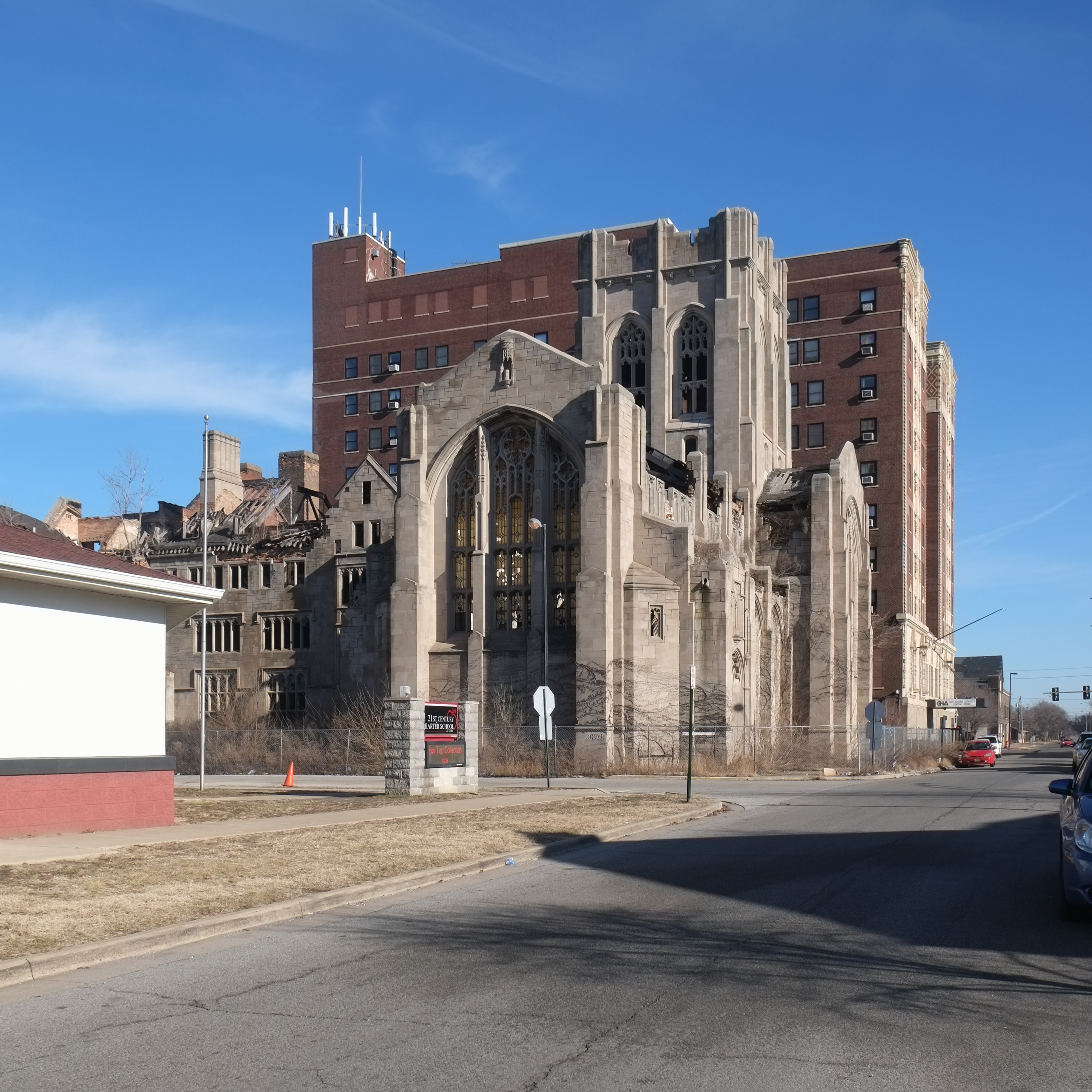
Ruinas de la Iglesia Metodista de la ciudad
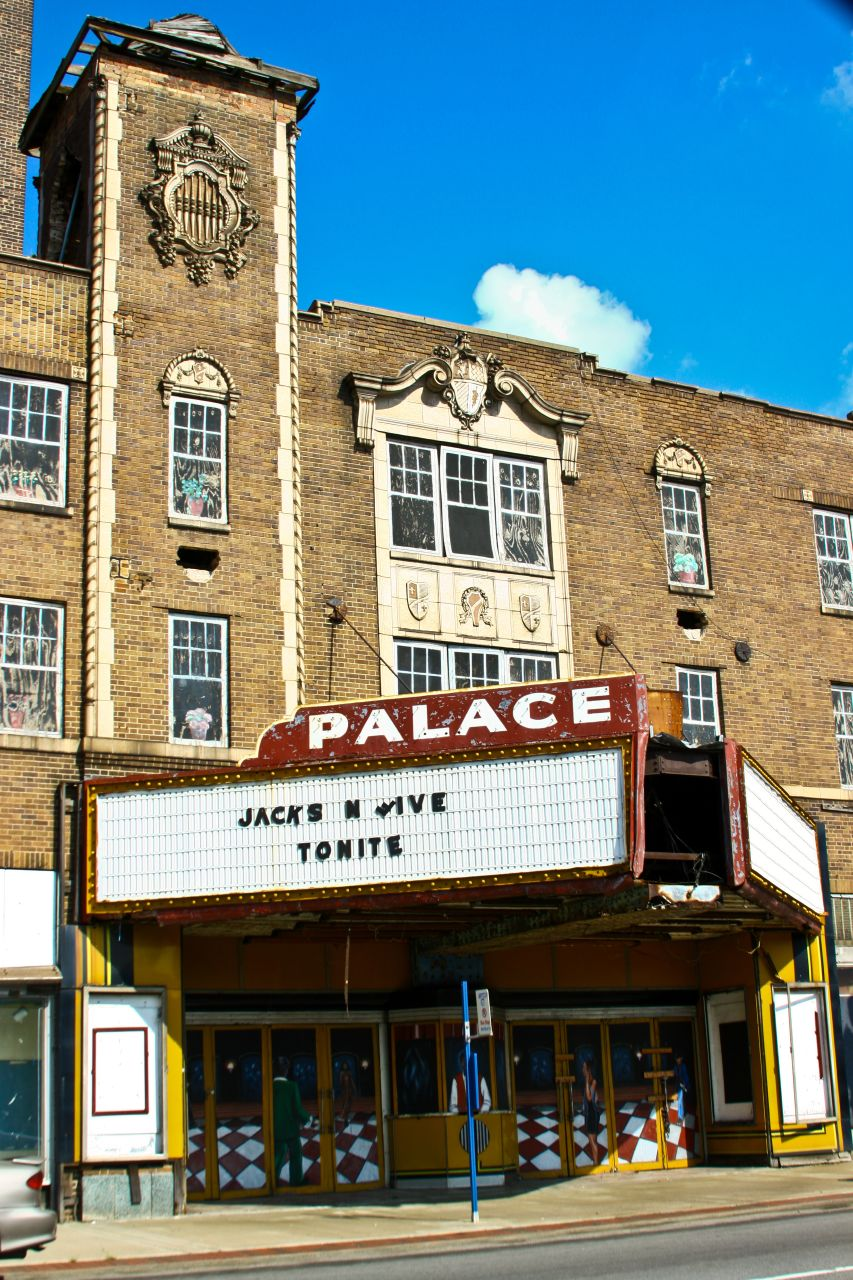
Palace Theater
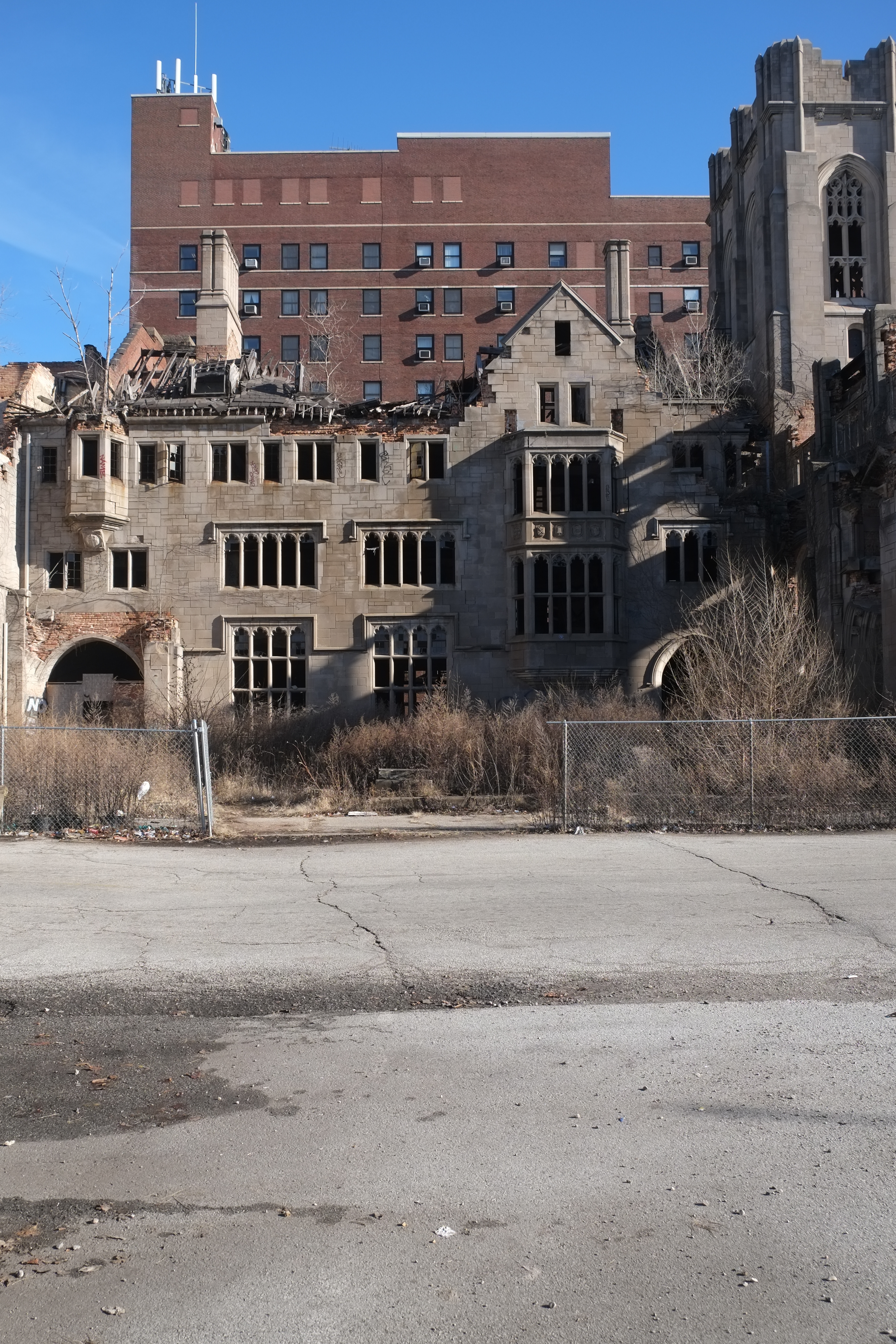
Calle abandonada
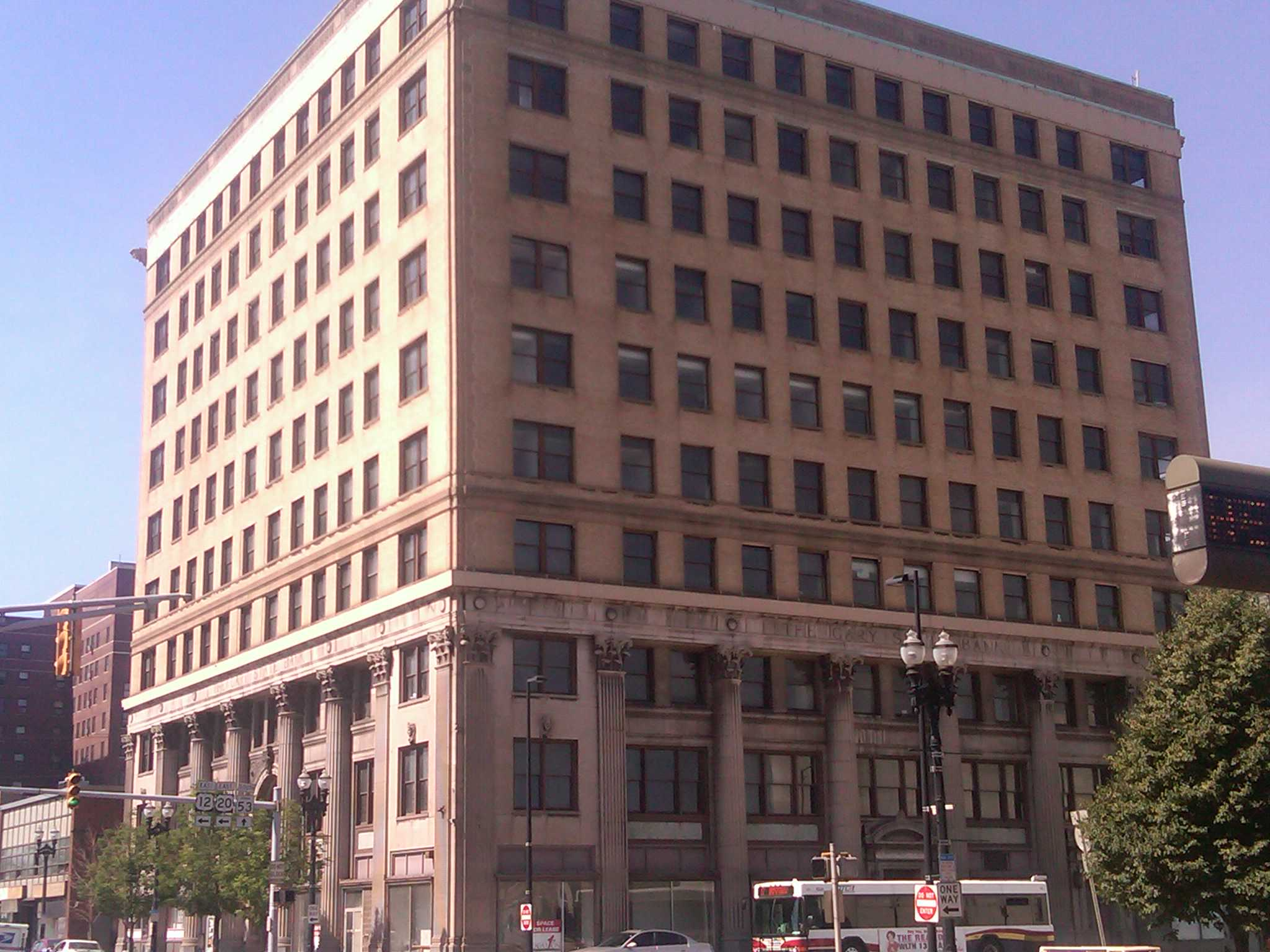
Edificio del National Bank en Gary